# De Stijl (album)
De Stijl je druhé studiové album amerického dua The White Stripes. Vydáno bylo v červnu 2000 společností Sympathy for the Record Industry a produkoval jej frontman skupiny Jack White. Obsahuje jak autorské písně převážně z pera Jacka Whitea, tak i coververze od Son House a Blind Willieho McTella. Umístilo se na 38. místě hitparády nezávislých alb časopisu Billboard. Svůj název dostalo podle stejnojmenného uměleckého hnutí.

## Seznam skladeb
1. You're Pretty Good Looking (For a Girl) – 1:49
2. Hello Operator – 2:36
3. Little Bird – 3:06
4. Apple Blossom – 2:13
5. I'm Bound to Pack It Up – 3:09
6. Death Letter – 4:29
7. Sister, Do You Know My Name? – 2:52
8. Truth Doesn't Make a Noise – 3:14
9. A Boy's Best Friend – 4:22
10. Let's Build a Home – 1:58
11. Jumble, Jumble – 1:53
12. Why Can't You Be Nicer to Me? – 3:22
13. Your Southern Can Is Mine – 2:29

## Obsazení
- Jack White – zpěv, kytara, klavír, kontrabas
- Meg White – bicí, tamburína, doprovodné vokály, shaker
- John Szymanski – harmonika
- Paul Henry Ossy – housle, elektrické housle